# Совицький рів
Сови́цький рів — ландшафтний заказник місцевого значення в Україні. Розташований у межах Кіцманської міської громади Чернівецького району Чернівецької області, між селами Кліводин і Яблунівка.
Площа 5,3 га. Статус надано згідно з рішенням облвиконкому від 17.03.1992 року № 72. Перебуває у віданні Кліводинської сільської ради.
Статус надано з метою збереження природного комплексу балки (рову) тектонічного походження, розташованої в басейні річки Совиці. Схили балки порослі лучно-степовою рослинністю, спостерігається чимале розмаїття карстових форм у різних стадіях розвитку.